# Rudolf Hofmeister

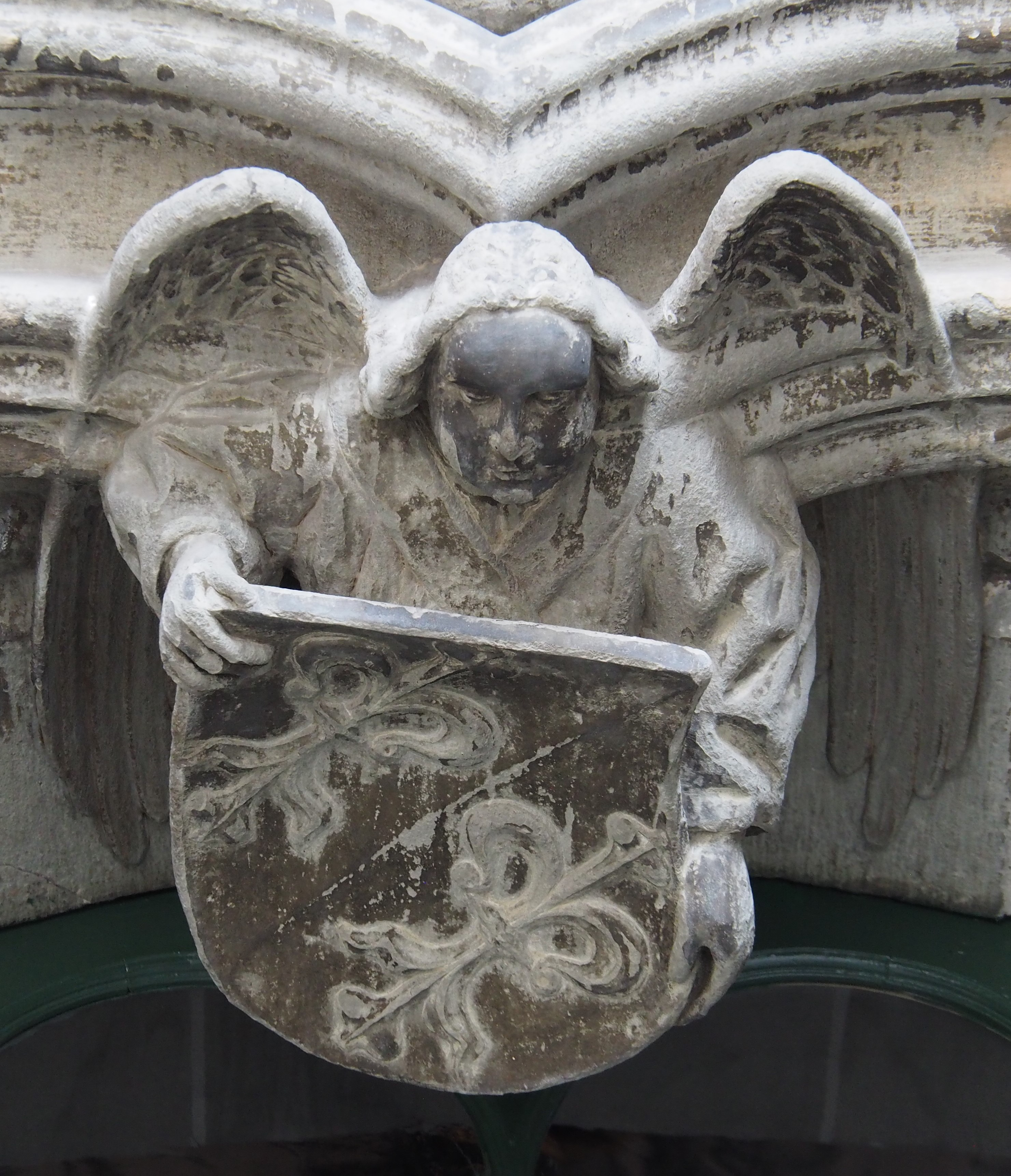
Wappen Rudolf Hofmeister am Sturz des südlichen Westportals des Berner Münsters (um 1450)

Rudolf Hofmeister (um 1375; † 1451) war Meier des Bischofs von Basel und Schultheiss von Bern.

## Leben
Rudolf Hofmeister genannt Gräfli war der Sohn des Hans Gräfli, Hofmeister des Bischofs von Basel. 1395 wird Hofmeister erstmals als Einwohner und Burger von Bern erwähnt, 1399 gelangte er in den Grossen, 1403 in den Kleinen Rat. In den Jahren 1404 bis 1417 amtete er als Meier des Bischofs von Basel, 1415 war er Anführer der Bieler bei der Eroberung des Aargaus. 1418 wurde er zum Schultheiss von Bern gewählt. Dieses Amt hatte er bis 1446 ununterbrochen inne. In seiner Amtszeit erreichte er die Abtretung der Herrschaft Grasburgs an Bern und Freiburg. 1425 war er Bannerhauptmann der Berner beim erfolgreichen Zug ins Val d’Ossola.
Rudolf Hofmeister spielte beim Bau des Berner Münsters ab 1421 eine entscheidende Rolle. Laut dem Chronisten Konrad Justinger war Hofmeister bei der Grundsteinlegung 1421 zugegen. Sein Wappen findet sich am Türsturz des südlichen Westportals des Berner Münsters.
Hofmeister vermittelte 1427 im Streit der Acht Orte mit Mailand, 1430 als Obmann des Schiedsgerichts zur Beilegung des Konflikts zwischen Luzern und Vitznau sowie Gersau. Er war Vermittler im Alten Zürichkrieg und 1446 Gesandter Berns beim Friedensschluss in Konstanz.
Er war in erster Ehe ab 1422 mit Margaretha von Schlatt, und ab 1427 mit Cäcilia von Reinach verheiratet.
Seine Tante war die Basler Franziskanerin Nesa von Aarberg, für die er nach ihrem Tod 1438 eine Jahrzeit stiftete.